# Леа, Пенелопа
Пенелопа Леа (род. в 2005 году, Осло, Норвегия) — норвежская активистка по борьбе с изменением климата, ставшая вторым самым молодым послом доброй воли ЮНИСЕФ в возрасте 15 лет.

## Деятельность
Леа родилась в Осло. Её мать является детской писательницей. В возрасте восьми лет Леа присоединилась к молодёжной климатической группе Eco-Agents, а в девять лет произнесла первую речь в национальном лагере «Природа и молодежь». В 11 лет была избрана членом правления Eco-Agents. В двенадцать лет Леа стала одной из семи участников, присоединившихся к Детской климатической группе, основанной Eco-Agents.
В 2018 году, в возрасте четырнадцати лет, Леа стала самым молодым номинантом Национальной премии за волонтерскую деятельность. Присужденную ей премию в размере 50 000 норвежских крон (около 6.000 долларов США на 2019 год) она пожертвовала на иск, поданный Гринпис совместно с Nature and Youth против правительства Норвегии по поводу нефтяных контрактов.
В 2019 году Леа стала советником по климату губернатора Иннландета Кнута Сторбергета и послом молодежи Норвегии на саммите ЮНИСЕФ, посвященном Всемирному дню защиты детей. В октябре 2019 года Леа стала первым послом ЮНИСЕФ по климату, став в свои 15 лет вторым самым молодым послом ЮНИСЕФ в истории организации. Также она стала пятым послом от Норвегии и первым, кого назначили с 2007 года. В 2019 году на Конференции ООН по изменению климата (COP25) Леа была одной из пяти детских активистов, выступивших на мероприятии, которое организовали ЮНИСЕФ и Управление Верховного комиссара ООН по правам человека.